# Буфф дю Нор (театр)
Буфф дю Нор (фр. Théâtre des Bouffes du Nord) ― театр на бульваре Шапель, 37-бис, в 10 округе Парижа, недалеко от Северного вокзала. С 1993 года он внесен в список исторических памятников Министерством культуры Франции.

## История
Театр был основан в 1876 году. В первое десятилетие существования у него сменилось пятнадцать художественных руководителей; самой известной из них была Ольга Лео, которая сбежала из театра после провала своей постановки, забрав с собой содержимое театрального сейфа.
В 1885 году успех театра ненадолго возродился с приходом Абеля Балле на пост директора. В 1896 году Балле покинул руководство. Его сменили два актёра ― Эммануэль Кло и Ж. Дубле. В 1904 году театр под руководством его директоров был полностью отреставрирован, перекрашен и оснащен электричеством. Он был переименован в Театр Мольера, а такие авторы, как Артур Бернед и Гастон Леру, были приглашены для написания пьес. В августе 1914 года Театр Мольера, как и другие театры, закрыл свои двери. До 1974 года в нём работало несколько театральных трупп, ни одна из которых не могла позволить себе ремонт и техническое обслуживание, необходимые для того, чтобы он соответствовал правилам безопасности.
В 1974 году в театр пришли британский режиссёр Питер Брук и французский продюсер Мишлин Розан, разместившие в нём свою театральную компанию «Международный центр театральных исследований». После этого в здании была проведена реконструкция.
В 2008 году Брук объявил, что постепенно передаст бразды правления Оливье Мантею, заместителю главы парижской оперной труппы Opéra-Comique и руководителю музыкального отдела театра, и Оливье Пубелю, театральному антрепренеру, специализирующемуся на современной музыке. Его прощальной постановкой была «Волшебная флейта».